# 大囍之家
《大囍之家》（Lost In Love），香港電視廣播有限公司時裝愛情電視劇。監製梁材遠。

## 故事概要
以四對男女的悲歡離合故事展現新世紀的愛情觀和婚姻觀。
裙褂店東主李添祿（秦沛飾）早年喪偶，一直與一對子女李頌恩（陳妙瑛飾）、李頌賢（吳家樂飾）相依為命，生活無憂。添祿收了謝淑美（蘇玉華飾）為徒，後來開展一段師徒間的戀情。與此同時，頌恩與丈夫連天偉（呂頌賢飾）的感情漸淡，天偉為年輕攝影師高嵐（伍詠薇飾）傾倒，不惜向頌恩提出離婚；頌賢與何曉儀（何嘉莉飾）青梅竹馬，兩人平淡的愛情是否能開花結果；頌恩的好友趙柏芝（袁潔瑩飾）曾遭前男友楊定堅（盧慶輝飾）欺騙感情和金錢，對愛情早成驚弓之鳥，面對岑立三（蘇志威飾）熱烈的追求，始終戰戰兢兢；天偉兄長連天樂（李子雄飾）經營婚紗店，家境富裕卻愛拈花惹草，終日糾纏於前妻呂靜珊、現任妻子劉飛飛和紅顏知己鞏慧三女之間…… 
對對情侶、夫妻中，究竟有多少人可以開花結果、同偕白首？一段段現代愛情故事，反映現代人兒戲的愛情觀、婚姻觀，同時警示世人，情侶、夫婦相處之道，就在於雙方的互相信任、坦誠和體諒。

## 演員表

### 李家
| 演員   | 角色   | 關係／暱稱                                                                               |
| 秦 沛  | 李添祿 | 裙褂店東主 程寶雪之夫 李頌恩、李頌賢之父 謝淑美之師父 連天樂之師兄 北李刺繡後人          |
| 韓馬利 | 程寶雪 | 李添祿之妻 李頌恩、李頌賢之母 已去世                                                     |
| 陳妙瑛 | 李頌恩 | 李添祿、程寶雪之女 李頌賢之姊 連天偉之妻，後離婚 趙柏芝之好友 後成為一位獨立自主的女強人 |
| 吳家樂 | 李頌賢 | 李添祿、程寶雪之子 李頌恩之弟 於第20集和何曉儀結婚                                       |

### 連家
| 演員   | 角色   | 關係／暱稱 |
| 黎 宣  |        | 連天樂、連天偉之母 後和連天樂反目                                                                               |
| 李子雄 | 連天樂 | 劉飛飛之夫 連天偉之兄 李添祿之師弟 為了鞏慧背叛李添祿 後與其母和飛飛反目 後和李添祿的官司打失敗，鞏慧也離他而去 |
| 方伊琪 | 呂靜珊 | 連天樂之前妻 |
| 曹 眾  | 劉飛飛 | 連天樂之妻，後反目                                                                                              |
| 呂頌賢 | 連天偉 | 婚纱摄影师 李頌恩之夫，後離婚 高嵐之男友 連天樂之弟                                                             |

### 谢家
| 演員   | 角色   | 關係／暱稱                                                  |
| 陈狄克 |        | 謝淑美之父 谢兰之夫                                         |
| 馮素波 | 謝 蘭  | 謝淑美之母                                                  |
| 蘇玉華 | 謝淑美 | 謝蘭之女 康希之好友 李添祿之徒弟 於第20集去美國和梁寬學刺繡 |

### 其他演員
| 演員   | 角色   | 關係／暱稱                                                                      |
| 袁潔瑩 | 趙柏芝 | 岑立三之女友，後為其妻 李頌恩之好友 婚禮顧問公司老闆                            |
| 蘇志威 | 岑立三 | 電腦神童 趙柏芝之男友，後為其夫                                                 |
| 伍詠薇 | 高 嵐  | Amanda 攝影師 連天偉之女友 於第20集得絕症病逝                                   |
| 何嘉莉 | 何曉儀 | 李頌賢之女友 韦玉华之女 于第20集和李頌賢結婚                                    |
| 林其欣 | 韋玉華 | 何曉儀之母 原本曉儀很痛恨她，後因車禍時救了曉儀，母女兩和好                     |
| 姚瑩瑩 | 唐亦舒 | 律师 趙柏芝情敵，后和好 一直被楊定堅所騙                                        |
| 江希文 | 鞏 慧  | 為了錢和連天樂在一起，搧動連天樂錢背叛李添祿 連天樂官司打輸後，馬上離開他回美國 |
| 盧慶輝 | 楊定堅 | 律師、騙子 赵柏芝之前男友                                                       |
| 關海山 | 羅炳文 | 羅伯伯 香港十大首富 因趙柏芝的幫忙，和羅老太辦了一場熱鬧盛大的金鋼石婚宴        |
| 羅 蘭  | 張笑芳 | 羅老太 羅炳文之妻                                                               |
| 梁舜燕 | 劉小梅 | 羅伯伯之抗日時認識的小三                                                        |
| 元 華  | 梁 寬  | 南梁刺繡後人 於第20集出現幫助李添祿打贏官司                                     |
| 馬海倫 | 蘇小姐 | 上海人 李添祿之員工                                                             |
| 凌漢   | 翁 伯  | 李添祿之員工                                                                    |
| 孫季卿 | 祥 叔  | 李添祿之員工                                                                    |
| 譚一清 | 朱 伯  | 李添祿之員工                                                                    |
| 凌禮文 | 榮 叔  | 李添祿之員工                                                                    |
| 余慕蓮 | 蓮 姐  | 李添祿之員工                                                                    |
| 河國榮 | 康 希  | 謝淑美之好友 喜歡謝淑美 於第20集跟著謝淑美去美國                                |
| 李麗麗 | 何綺麗 | 何曉儀之繼母                                                                    |
| 楊茜堯 |        | 於婚禮顧問公司跟未婚夫吵架的客人（第6集）                                       |
| 馬國明 |        | 連天樂朋友（第10集）                                                            |
| 夏韶聲 | Martin | 律師 韋玉華之未婚夫                                                             |
| 劉玉翠 |        | 高嵐之好友                                                                      |
| 苑瓊丹 | 謝律師 | 李添祿原本所請的搞笑律師（第18集）                                              |
| 胡諾言 | 朱克勇 |                                                                                 |

## 軼事
此劇是呂頌賢至今為止最後一部替香港電視台拍攝的劇集。此後他離開香港無綫電視，淡出了電視圈，全身投入電影界發展。

## 外部連結
- 《大囍之家》myTV SUPER（页面存档备份，存于）

| 香港、 马来西亚 千禧经典台 星期日 10:15-12:00（香港时间） · 10:19-12:04（马来西亚时间）（两集连播） | 香港、 马来西亚 千禧经典台 星期日 10:15-12:00（香港时间） · 10:19-12:04（马来西亚时间）（两集连播） | 香港、 马来西亚 千禧经典台 星期日 10:15-12:00（香港时间） · 10:19-12:04（马来西亚时间）（两集连播） |
| --------------------------------------------------------------------------------------------------- | --------------------------------------------------------------------------------------------------- | --------------------------------------------------------------------------------------------------- |
| | 大囍之家 （2023年1月22日 - 2023年3月19日）                                                          | |
| 情越雙白線 （2022年11月13日 - 2023年1月15日）                                                       | 黑夜彩虹 （2023年4月2日 - 2023年6月11日）                                                           | |